# 石黒正人
石黒 正人（いしぐろ まさと、1945年 - ）は、日本の天文学者。理学博士（東京大学）。専門は電波天文学で、国立天文台名誉教授。国際共同プロジェクトALMA計画（アタカマ大型ミリ波サブミリ波干渉計建設計画）の推進責任者（1998-2006年 計画準備室長、2006-2007年 推進室長）。
名古屋大学工学部電子工学科卒業。名古屋大学大学院修士課程修了。その後、名古屋大学空電研究所助手、東京大学東京天文台助教授を経て、1988年に国立天文台教授に就任。2009年同名誉教授。
以後、野辺山宇宙電波観測所長、電波天文学研究系主幹、技術部長などを歴任しつつ、電波干渉計の技術開発及び、電波干渉計による太陽大気、星形成領域、銀河中心部等の観測的研究を進めた。
1980年、東京大学 理学博士。論文の題は「A study on the formation of astronomical imuges by radio interferometry（電波干渉計による天体像形成に関する研究）」。  
国際プロジェクトALMA計画の基本構想（規模、場所等）を練り上げ、1998年より同計画の日本側責任者となり、南米チリ・アンデスの5000mの高地に、巨大電波望遠鏡ALMA（アルマ：アタカマ大型ミリ波サブミリ波干渉計）の建設を進めている。